# Oshetna River
Der Oshetna River ist ein 91 km langer linker Nebenfluss des Susitna River im Süden des US-Bundesstaats Alaska.

## Verlauf
Der Oshetna River entspringt in den Talkeetna Mountains auf einer Höhe von etwa 1860 m. Er fließt anfangs nach Nordosten, unterhalb der Einmündung des Little Oshetna River wendet sich der Fluss nach Norden. Er mündet schließlich 116 Kilometer nordwestlich von Gulkana und 11 Kilometer südwestlich der Mündung des Tyone River in den Susitna River, der in das Cook Inlet fließt. Der Oshetna River und seine beiden größeren Nebenflüsse verlaufen größtenteils in gletschergeformten Tälern.

## Einzugsgebiet
Der Oshetna River entwässert mit seinen Zuflüssen den Nordosten der Talkeetna Mountains nach Norden. Das Einzugsgebiet umfasst eine Fläche von etwa 1400 km². Es grenzt im Osten an das des Tyone River, im Südosten an das des Little Nelchina River, ein Zufluss des Copper River, im Südwesten an die Einzugsgebiete von Caribou Creek und Chickaloon River, Nebenflüsse des Matanuska River, im Westen an das Einzugsgebiet des Talkeetna River sowie im Nordwesten an das des Kosina Creek.

## Nebenflüsse
Der Little Oshetna River ist ein 47 km langer rechter Nebenfluss des Oshetna River. Er durchfließt das Gebirge, anfangs in überwiegend östlicher Richtung, ab Flusskilometer 27 wendet er sich nach Norden. Der Little Oshetna River mündet schließlich in den Oshetna River, 39 km oberhalb dessen Mündung in den Susitna River.
Der Black River ist ein 53 km langer linker Nebenfluss des Oshetna River. Er wird von einem Gletscher in den Talkeetna Mountains gespeist. Er fließt in überwiegend nordnordöstlicher Richtung durch das Gebirge. Am Mittellauf liegt der Black Lake am Flusslauf. Der Black River mündet schließlich in den Oshetna River, 20,5 km oberhalb dessen Mündung in den Susitna River.